# Markéta Harasimová

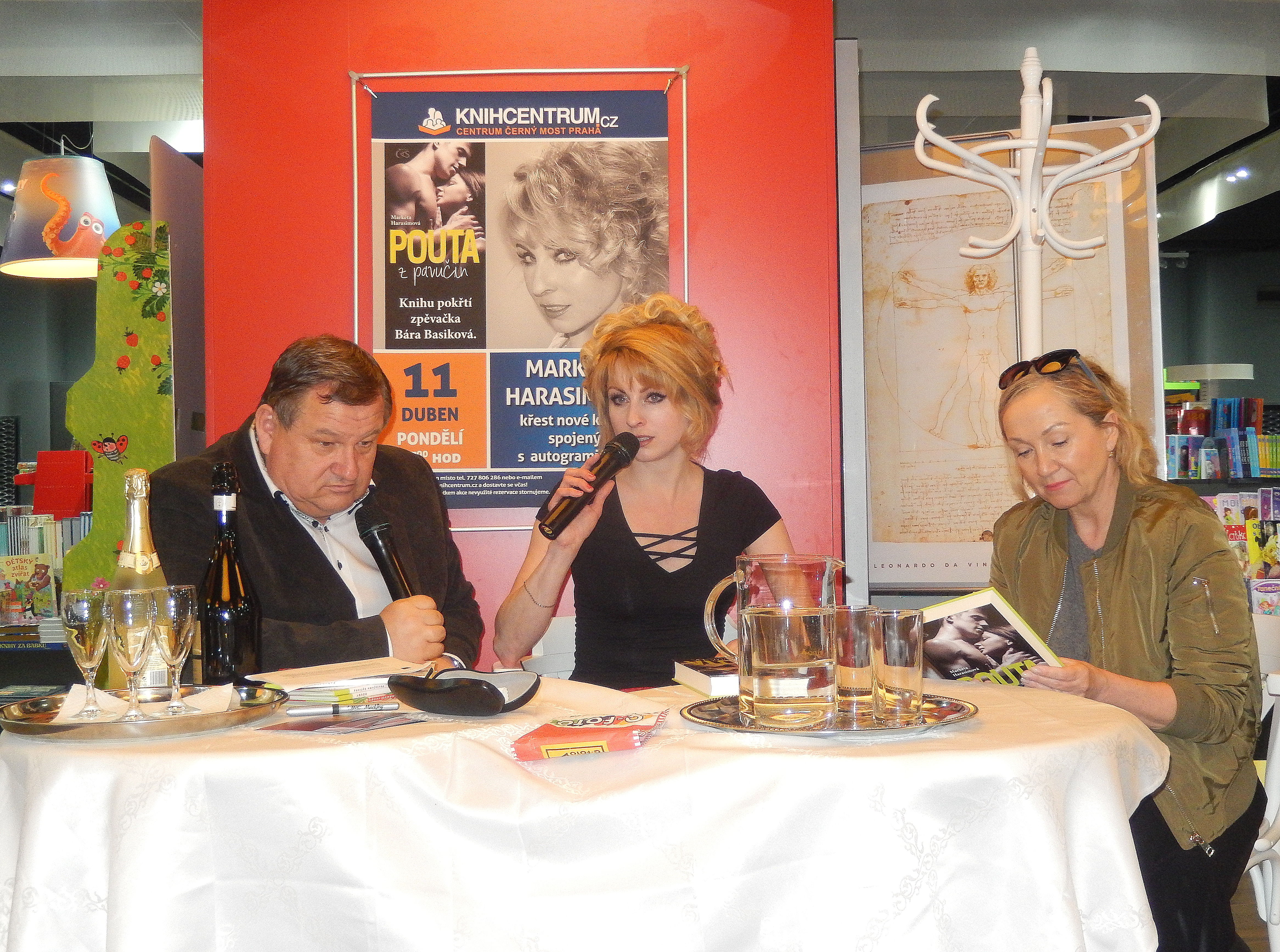
Markéta Harasimová

Markéta Harasimová (* 6. dubna 1977 Krnov) je česká spisovatelka a scenáristka, publikuje také články na webových portálech Psychologie.cz či zeny.iPrima.cz. Je členkou české sekce AIEP, asociace autorů detektivní a dobrodružné literatury.

## Biografie
Pochází ze slezského Krnova. Je absolventkou obchodní akademie a romány začala vydávat již během studií. Po maturitě pracovala nějaký čas v oblasti obchodu, brzy tuto dráhu opustila a nyní se věnuje pouze literární tvorbě. V současné době žije na jižní Moravě, v Hustopečích u Brna. Tento kraj si zamilovala už v útlém mládí.
První autorčiny romány byly určeny dívkám, později přidávala erotické motivy a přeorientovala se na knížky pro ženy. Její aktuální tvorba je spíš detektivní, pohybuje se na hranici thrilleru. Na motivy jejího románu Sametová kůže aktuálně vzniká scénář k stejnojmennému filmu.. Markéta Harasimová je členkou české sekce AIEP, asociace detektivní a dobrodružné literatury. Potrpí si na pádné dialogy, emoce a napětí. V roce 2018 vydala prvotinu pro děti, interaktivní knížku Z deníku kočičky Ťapičky (Bookmedia), která se u stejného nakladatele dočkala pokračování - Koťátka kočičky Ťapičky (2020). Pravidelně vystupuje se svým kulturním programem na různých scénách, spolupracuje s řadou známých umělců, a v roce 2017 založila nakladatelství MaHa, kde vychází díla českých autorů. Je také scenáristkou a publicistkou. Pro web www.vimvic.cz připravila online kurz o tom, jak napsat knihu. Pustila se i do tvorby divadelních her – v prosinci 2017 měla premiéru její hra Fronta na vánočního kapra (fraška) a na jaře 2018 další divadelní hra Rozbité demižony. V roce 2020 byla premiéra třetí hry Já jsem ty, miláčku a koncem roku 2022 má premiéru nejnovější hra Jak se rodí kamarádi (pro děti).[zdroj?]

## Divadelní hry
Fronta na vánočního kapra (premiéra 2. 12. 2017)
Rozbité demižony (premiéra 31. 3. 2019)
Já jsem ty, miláčku (premiéra 29. 2. 2020)
Jak se rodí kamarádi (premiéra 20. 11. 2022)